# Izgnanije
Izgnanije (Russisch: Изгнание), ook bekend onder de Engelse titel The Banishment, is een Russische film van de regisseur Andrej Zvjagintsev uit 2007.